# Unterdrucklüftung
Eine Unterdrucklüftung ist eine lüftungstechnische Anlage, die in einem bestimmten Gebäudeteil einen Unterdruck erzeugt.
Sie wird eingesetzt, wenn verhindert werden soll, dass Stoffe (z. B. Gase oder Mikroorganismen) einen Raum verlassen können (Reinraum, Sonderisolierstation). Die Personen, die in einem solchen Raum arbeiten, tragen meist einen Schutzanzug, der mit Überdruck arbeitet.
Ein weiterer Einsatzfall sind Schwimmhallen. Hier soll mit dem Unterdruck verhindert werden, dass die feuchte Schwimmhallenluft in andere Gebäudeteile einströmt und dort Feuchteschäden verursacht.
Hölzerne Dachstühle sowie Bauwerke mit Außenwänden in Skelett- und Holzständerbauweise werden häufig mit innenliegenden Dampfsperren ausgerüstet, um das Eindringen von Feuchtigkeit in die Dämmstoffebene zu verhindern. Es ist jedoch kaum möglich, Dampfbremsfolien völlig luftdicht zu verlegen. Um einen zusätzlichen Schutz vor eindringender Luftfeuchtigkeit zu erreichen, bietet es sich daher an, in solchen Gebäuden Lüftungseinrichtungen vorzusehen, die tendenziell eher Unter- als Überdruck erzeugen.